# Odpis dokumentu
Odpis dokumentu (wypis) – dokument zawierający dane z innego dokumentu. 
Przykładowo wypis z dowodu osobistego zawiera zwykle:
- dane o dokumencie: seria, numer dowodu osobistego, numer w ewidencji ludności (PESEL), nazwa organu administracji wystawiającego dokument ("wydany przez …"), data wydania
- dane o osobie: nazwisko, imiona, nazwisko rodowe, imiona rodziców, data urodzenia, miejsce urodzenia, adres zamieszkania.

Odpis wykonuje się:
- gdy dokument źródłowy jest niedostępny (np. akta stanu cywilnego)
- lub dla zaoszczędzenia pracy urzędnika, któremu te dane są potrzebne.

Przy wykonywaniu odpisu powstaje zwykle kwestia wiarygodności danych. W pierwszym przypadku prawdziwość danych potwierdza instytucja wystawiająca odpis, w drugim – osoba wykonująca odpis (zwykle petent); w tym przypadku często urzędnik odbierający odpis potwierdza zgodność danych z przedstawionym dokumentem oryginalnym.
Odpis może być pełny lub skrócony, zawierający tylko niektóre dane z dokumentu źródłowego. W sprawach znacznej wagi wymagane jest potwierdzenie notarialne.
Najczęściej żądane odpisy to: odpis aktu urodzenia (zwany też wyciągiem z metryki), zgonu, chrztu, zawarcia małżeństwa, odpis z księgi wieczystej (pot. „hipoteki”).